# سینتیا جانسون

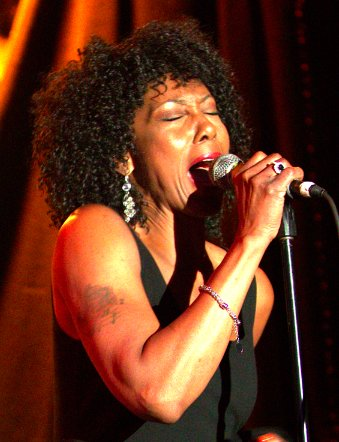

سینتیا جانسون (زاده ۲۲ آوریل ۱۹۵۶) خواننده، ترانه‌سرا و شخصیت تلویزیونی آمریکایی است. او بیشتر با آهنگ فوق‌العاده " فانکی‌تاون " به عنوان خواننده گروه Lipps Inc شناخته می‌شود.

## آهنگ شناسی

### آلبوم‌های انفرادی
- ۱۹۷۹ دهان به دهان - Lipps, Inc. – آواز اصلی[۲]
- 1980 Pucker Up – Lipps, Inc. - آواز اصلی
- 1981 Designer Music – Lipps, Inc. - خواننده اصلی، ترانه‌سرا
- 1992 Funkyworld – Lipps, Inc. - آواز اصلی
- 2003 Funkytown – Lipps, Inc. - خواننده اصلی، ترانه‌سرا،

### آهنگساز
- 2013 All That I Am - خواننده اصلی، ترانه‌سرا، تهیه‌کننده